# Canthyporus subparallelus
Canthyporus subparallelus är en skalbaggsart som beskrevs av Guignot 1956. Canthyporus subparallelus ingår i släktet Canthyporus och familjen dykare. Inga underarter finns listade i Catalogue of Life.